# Bahrdorf
Bahrdorf er en kommune i den nordøstlige del af Landkreis Helmstedt, i den sydøstlige del af den tyske delstat Niedersachsen. Den har en befolkning på knap 1900 mennesker (2012), og er
en del af amtet (Samtgemeinde) Velpke

## Geografi
Bahrdorf ligger mellem Naturparkerne Elm-Lappwald og Drömling.
Kommunen grænser mod øst til delstaten Sachsen-Anhalt, og en del af grænsen dannes af floden Aller.
I kommunen ligger landsbyerne
- Bahrdorf
- Mackendorf
- Rickensdorf
- Saalsdorf

Filosoffen og biskoppen Albert af Sachsen blev omkring 1316 født i landsbyen Rickensdorf i kommunen.